# Alex Ruoff
Alexander Marc Ruoff (* 29. August 1986 in Hamilton, Ohio) ist ein ehemaliger US-amerikanischer Basketballspieler.

## Karriere
Ruoff wurde 2022 rückblickend als der wohl beste Basketballspieler bezeichnet, den die Central High School jemals hervorgebracht hat. Er ging nach seinem Schulabschluss in Brooksville (Florida) zum Studium an die West Virginia University, wo er von 2005 an vier Jahre für die Hochschulmannschaft Mountaineers in der damaligen Big East Conference der NCAA spielte. Nachdem diese Mannschaft ein Jahr zuvor mit dem deutschen Nationalspieler Johannes Herber nur knapp am Einzug in das prestigeträchtige Final-Four-Turnier der NCAA Division I Basketball Championship gescheitert war, schied man 2006 diesmal im Achtelfinale Sweet Sixteen gegen die Longhorns der University of Texas aus. 2007 verpasste man die Qualifikation für die NCAA-Endrunde, gewann aber das National Invitation Tournament im Endspiel gegen die Tigers der Clemson University. Ein Jahr später kehrte man in die Endrunde zurück und scheiterte nur knapp im Sweet Sixteen nach Verlängerung an den Musketeers der Xavier University of Cincinnati. In Ruoffs Senior-Spielzeit verloren die Mountaineers dann jedoch 2009 etwas überraschend bereits in der ersten Runde gegen die Flyers der University of Dayton. Während die wichtigsten mannschaftsinternen Rekorde der Mountaineers von der späteren NBA-Legende Jerry West gehalten werden, der zu Beginn der 1960er Jahre für die Mountaineers spielte, ist Ruoff der Rekordhalter für die meisten erfolgreichen Würfe von hinter der Dreipunktelinie, die es zu Wests Zeiten in der NCAA damals nicht gab. Ruoff gelang jedoch nicht der Sprung in die NBA, obwohl er in der NBA Summer League 2009 für die Washington Wizards und 2010 für die damaligen New Jersey Nets vorspielte.
Stattdessen begann Ruoff 2009 eine professionelle Karriere als Spieler in der Ethias League Belgiens, wo er zunächst für Belgacom Basket aus Lüttich spielte. Mit dieser Mannschaft erreichte er den ersten Platz nach der Hauptrunde und gewann den belgischen Supercup, verlor aber die Meisterschaftsfinalserie letztlich klar gegen Titelverteidiger Spirou BC Charleroi. Nach der NBA Summer League kehrte er 2010 nach Belgien zurück, wo er diesmal für Okapi aus Aalst spielte. Diese Mannschaft verbesserte sich auf den zweiten Platz der Hauptrunde hinter Meister Spirou BC und verlor ohne eigenen Sieg die Finalserie, aus Ruoffs Sicht erneut, gegen den Titelverteidiger. Zwar wurde Ruoffs Vertrag für die folgende Saison verlängert, doch er verletzte sich bereits zu Saisonanfang und konnte anschließend für den Rest der Saison nicht mehr ins Spielgeschehen eingreifen. Seine Rückkehr Ruoff beging in der NBA Development League erst ein Jahr später. Nachdem Ruoff im Draftverfahren der Minor League von den Erie BayHawks ausgewählt worden war, kam er vor Saisonbeginn über die Reno Bighorns zu den Canton Charge, für die er bis Februar 2013 24 Einsätze hatte, bevor sein Vertrag beendet wurde. Wenige Tage später wurde er im März 2013 von den Iowa Energy verpflichtet, für die er weitere 13 Einsätze bis Saisonende hatte.
Zu Beginn der Saison 2013/14 wurde Ruoff von der BG Göttingen verpflichtet, die in der ProA-Saison 2012/13 die Rückkehr in die höchste Spielklasse noch verpasst hatte. Zusammen mit unter anderem Harper Kamp und David Godbold war Ruoff maßgeblich daran beteiligt, dass die BG Göttingen in der ProA-Spielzeit 2013/14 dann tatsächlich die Meisterschaft und den Aufstieg in die höchste deutsche Spielklasse schaffte. Anschließend konnte der Erstliga-Rückkehrer mit den Neuverpflichtungen Khalid El-Amin und Raymar Morgan überraschen und verpasste nur knapp am letzten Spieltag auf dem zehnten Platz der Bundesliga-Runde 2014/15 den Einzug in die Finalrunde um die Deutsche Meisterschaft.
Nach dem Saisonende wechselte Ruoff in die spanische Liga ACB zu Dominion Basket aus Bilbao, mit dem er auch im Eurocup 2015/16 teilnahm. Als Erster seiner Vorrundengruppe, in der man unter anderem die deutschen Vertreter EWE Baskets Oldenburg und Telekom Baskets Bonn je zweimal bezwang, zog man in die zweite Gruppenphase ein, in der man als Gruppendritter nur noch Ratiopharm Ulm hinter sich ließ und beim Weiterkommen unter anderem am Gruppenersten FC Bayern München scheiterte. In der Liga ACB scheiterte Ruoff mit seiner Mannschaft wie ein Jahr zuvor in Göttingen erst mit einer Heimniederlage am letzten Spieltag am Einzug in die Play-offs, was im Fall von Bilbao aber eine negative Überraschung war, und belegte ebenfalls den zehnten Platz am Saisonende.
Zum Beginn der Saison 2016/17 wechselte Ruoff zum deutschen Bundesligisten MHP Riesen Ludwigsburg. Der Vertrag wurde allerdings bereits nach fünf Liga-Spielen wieder aufgelöst. Daraufhin erhielt er einen Vertrag bis zum Saisonende bei der BG Göttingen.
Aus Verletzungsgründen kam er im Spieljahr 2017/18, beim spanischen Spitzenverein Joventut Badalona unter Vertrag stehend, nicht zum Einsatz. Im Juli 2018 unterschrieb er einen Vertrag beim Bundesligisten Mitteldeutscher BC. Wegen Kniebeschwerden konnte er nur in zwei Vorbereitungsspielen mitwirken und reiste im September 2018 in seine Heimat zurück. Mitte Januar 2019 unterschrieb er einen Vertrag beim finnischen Erstligisten Helsinki Seagulls.
Im Dezember 2019 kehrte Ruoff abermals zur BG Göttingen in die Bundesliga zurück. Sein nächster Halt wurden die Nishinomiya Storks in Japan. Mitte Januar 2021 wurde er vom Bundesligisten Brose Bamberg verpflichtet und arbeitete dort wieder mit Trainer Johan Roijakkers zusammen, unter dem er in Göttingen gespielt hatte.
Ende August 2022 gab Ruoff das Ende seiner Spielerlaufbahn bekannt und wurde an der West Virginia University Mitglied des Basketball-Betreuerstabs.